# Bolltistel
Bolltistel (Echinops sphaerocephalus) är en art i familjen korgblommiga växter.
Bolltisteln är en 1–2 meter hög, vitluddig, flerårig ört med tistelliknande utseende och i stora klotrunda blomhuvuden samlade ljusblå blommor. Den är populär som prydnadsväxt och förekommer förvildad runt om i södra Sverige.